# Буркина Фасо
Буркина Фасо е държава в Западна Африка. Столицата е Уагадугу. Няма излаз на море. Граничи с Мали, Бенин, Того, Кот д'Ивоар, Гана и Нигер. Старото име на страната е Горна Волта. Жителите на Буркина Фасо са наричани буркинабе.

## История
Откритите в северозападните части на Буркина Фасо оръдия на труда свидетелстват, че страната е била населена още преди 14 000 години от ловци и събирачи. Между 3600 и 2800 година преди Христа се появяват селища на земеделци.
През XV и XVI век Буркина Фасо е в състава на кралство Сонгхай. По-късно по-голямата част от страната е включена в състава на кралството на моси – народ, който и днес представлява близо половината от населението на страната. През 1896 година кралството на моси Уагадугу е превзето от французите. До 1904 година цялата територия на днешна Буркина Фасо е завладяна от французите и включена в състава на Френска Западна Африка под името Горна Волта.
През 1958 година Горна Волта е провъзгласена за република в рамките на френската общност. На 5 август 1960 година е обявена нейната пълна независимост. От същата година Горна Волта е член на ООН. През 1966 година е извършен военен преврат, а през 1978 година е върнато цивилното правителство. На 4 август 1983 чрез преврат на власт идва капитан Тома Исидор Ноел Санкара, който поставя като основни цели на управлението си борбата с корупцията, СПИН, бедността и глада, застъпва се за залесяването и правата на жените и се противопоставя на западния империализъм по социалистически маниер. На годишнината от началото на управлението му по поръка на Санкара Горна Волта е преименувана на Буркина Фасо, което на двата основни езика в страната означава „земя на правдивите“. По негово време значително се подобряват здравеопазването и образованието, а привилегиите на местните вождове са отнети, което до известна степен централизира властта.
През 1987 година е свален от власт и убит от сегашния президент, Блез Компаоре, като се смята, че превратът е бил подкрепен от френското правителство.

## Държавно устройство
Конституцията от 2 юни 1991 година създаде полу-президентско правителство с парламент (Асамблея), който може да бъде разпуснат от президента на републиката и е избран за срок от 5 години. През 2000 година поправка в конституцията намали президентския мандат от 7 на 5 години и трябваше да бъде приложена на изборите през 2005 година. Друга поправка забранява на настоящия президент да бъде избран отново. Въпреки възраженията на останалите кандидат-президенти, през октомври 2005 Конституционния съвет взе решение Блез Компаор да участва на изборите за втори мандат, понеже е бил президент от преди да направят поправките през 2000 година. На 13 ноември 2005 Компаор печели съкрушителна победа заради разделената опозиция. Парламентът се състои от две камари: долна камара (Национална Асамблея) и горна камара (Представителна Камара). Има също конституционна камара, съставена на десет члена, и икономически и социален съвет, чиито роли са изключително съвещателни.

## Административно деление
Буркина Фасо е разделена на 13 региона, 45 провинции и 301 департамента.
Региони: Букл дьо Мухун, Източен, Каскадес, Сахел, Северен, Хаутс-Басинс, Централен, Централно-източен, Централно-западен, Централно-северен, Централно-южен, Централно плато, Югозападен

## Природа

### Географско положение, граници
Буркина Фасо е държава в Западна Африка, без излаз на море. На северозапад и север граничи с Мали (дължина на границата 1110 km), на североизток – с Нигер (628 km), на югоизток – с Бенин (306 km)ь на юг – с Того (126 km) и Гана (548 km), а на югозапад – с Кот д'Ивоар (584 km). Обща дължина на сухоземните, в т.ч. речни 3302 km. Дължината на страната от запад на изток е около 870 km, а ширината до 450 km. Крайните точки на Буркина Фасо са:
- на север – 15°05′ с.ш., граница с Мали
- на юг – 9°25′ с.ш., граница с Кот д'Ивоар
- на запад – 5°31′ з.д., граница с Кот д'Ивоар и Мали
- на изток – 2°24′ и.д., граница с Бенин, на левия бряг на река Мекру (десен приток на Нигер).

### Релеф, геоложки строеж, полезни изкопаеми
Цялата територия на Буркина Фасо е заета от хълмисто плато, с височина от 200 до 500 m, над което се издигат отделни възвишения с максимална височина връх Тенакуру 749 m (в югозападната част на страната). По-голямата част от територията на Буркина Фасо е изградена от кристалинни формации с докамбрийска възраст. На югозапад древния фундамент на Африканската платформа е препокрит от силурски пясъчници. Полезните изкопаеми на страната са слабо изучени, но се предполага че разполага с големи запаси от злато, манганови, медни и уранови руди, варовик, гипс и др.

### Климат, води
Климатът на страната е екваториален, мусонен, с рязко изразени влажен (от май до октомври) и сух сезен (от ноември до март), по време на който духа сухия и горещ вятър „хартаман“. Средните месечни температури са от 24 – 26°С (през декември или януари) до 30 – 35°С (през април или май). Годишната сума на валежите е от 500 mm на североизток до 1000 mm на югозапад.
Страната дължи старото си име Горна Волта на трите реки, които водят началото си от нейната територия: Мухун (преди Черна Волта, 1352* km, дясна съставяща на Волта), Накамбе (Бяла Волта, 885* km, лява съставяща на Волта) и Назинон (Червена Волта, 320* km, Десен приток на Бяла волта). Други по-големи реки са Комое (759* km, в югозападната част) и Сирба (439* km, в североизточната част, десен приток на Нигер). През сухия сезон оттокът на реките силно намалява или напълно пресъхват и Мухун е единствената река, която тече целогодишно. Липсата на вода през сухия сезон е основен проблем в северните части на страната. В Буркина Фасо има и няколко езера, като по-големите са: Тингрела, Бам и Дем.

### Почви, флора и фауна
Почвите в страната са червени и червено-кафяви, покрити с дебела латеритна кора. В растителната покривка преобладават типичните и високотревистите савани, но се срещат и участъци с малки саванни горички и храсти. Горите заемат около 9% от територията на Буркина Фасо. Поради хищническото им изтребване количеството на дивите животни е силно намаляло, но в саваната все още се срещат лъв, леопард, слон, бивол, различни видове антилопи. В южните части на страната е разпространена мухата цеце.

## Стопанство
Буркина Фасо е една от най-бедните страни в света. По БВП на глава от населението е 28-а по бедност. Това може да бъде обяснено от прираста на населението и сухата територия. Земеделието представлява 32 процента от брутния вътрешен продукт и ангажира 80 процента от работещото население. То се състои предимно от животновъдство, а в южния и югозападния район се отглеждат сорго, просо, царевица, фъстъци, ориз и памук.
Безработицата причинява висока емиграция: за пример, три милиона души от Буркина Фасо живеят в Кот д'Ивоар. Според централната банка на западните африкански държави (La Banque Centrale des États de l'Afrique de l'Ouest) тези преселници изпращат десетки милиарди франка CFA в Буркина Фасо всяка година.
Голяма част от икономическата дейност от страната е финансирана от международна помощ.
Има добив на мед, желязо, манган и най-вече на злато.

## Население
Населението възлиза на 14 326 203 души. Средната продължителност на живота е при мъжете 45 г., а при жените – 48 г. Градското население възлиза на 27%. По прогнози на ООН през 2025 г. населението на страната ще наброява около 23 321 000 души. Средната възраст е 16.3 години на мъжете и 16.7 години на жените. Годишният прираст възлиза на 2.997%.
61% от населението на Буркина Фасо изповядва исляма, около 30% са християни (католици), а останалите са привърженици на традиционни анимистки вярвания. Много християни и мюсюлмани включват елементи от анимизма в своите религиозни обреди.

## Образование
Образованието в Буркина Фасо е представено на три нива: основно, средно и висше. То е безплатно и задължително до 16-годишна възраст. Само 29% от децата обаче, които трябва да учат в основно училище, получават начално образование. Уагадугуският университет и Политехническия университет в Бобо-Диуласо са част от институциите, които се занимават с висше образование.

## Култура
Два основни елемента има в културата на Буркина Фасо: маските и танците. Маските се използват при жертвоприношения към боговете. Те изобразяват духове на животни, като ги показват те искат да бъдат благословени от тези духове.
Народния театър в Уагадугу е център на социалните и културните събития в страната. Уагадугу е важен център за Африканското кино, домакин на ежегодния Пан-Африкански филмов фестивал (FESPACO). Друг културен център е Лаонго, там са изложени гранити и творци от целия свят са поканени за да изваят камъка.

## Други
| Портал | Портал „Африка“ съдържа още много статии, свързани с Африка. Можете да се включите към Уикипроект „Африка“. |

- Комуникации в Буркина Фасо
- Транспорт в Буркина Фасо
- Армия на Буркина Фасо
- Външна политика на Буркина Фасо
- Градове в Буркина Фасо